# Netz- und Anlagenschutz
Ein Netz- und Anlagenschutz (NA-Schutz oder  auch zwischengelagerter Entkopplungsschutz zEKS) ist eine selbsttätig wirkende Freischaltstelle für dezentrale elektrische Energieerzeuger, wie Photovoltaik- oder Kleinwindkraftanlagen, die in das öffentliche Netz einspeisen. Er sorgt im Fehlerfall (z. B. bei Netzabschaltung oder Netztrennung) für die sofortige Abschaltung der dezentralen Energieerzeugungsanlage. Auf diese Weise schützt der NA-Schutz Netz und Anlage und erhöht die Netzstabilität. Bei Anlagen ab 30 kVA Spitzenleistung ist ein externer NA-Schutz verpflichtend vorgeschrieben.
Länderspezifische Vorgaben können einen externen NA-Schutz notwendig machen.
Der NA-Schutz hat in keiner Weise etwas mit Unfall- oder Arbeitsschutz für Personen zu tun, die mit elektrischen Anlagen in Berührung gelangen. Zu einem derartigen Berührungsschutz sind andere, speziell für einen solchen Zweck bestimmte Sicherheits-Schutzeinrichtungen erforderlich.

## Technik
Im Falle einer Störung im Netz müssen Kleinkraftwerke sofort vom öffentlichen Niederspannungsnetz getrennt werden, um eine unbeabsichtigte Einspeisung zu verhindern. Andernfalls kommt es zu Gefährdungen für das Wartungspersonal sowie Verbraucher im Netz durch unzulässige Spannungs- und Frequenzschwankungen. Ein NA-Schutz nimmt das einspeisende Kraftwerk binnen weniger Millisekunden automatisch vom Netz. Um das ausfallsicher zu gewährleisten, muss er Parameter wie Spannung, Frequenz und Inselbetrieb permanent überwachen und darüber hinaus selbst über redundante Sicherheitsfunktionen verfügen, die ausschließen, dass es zu Fehlern innerhalb der Freischaltstelle kommt.
Idealerweise kombiniert ein NA-Schutz eine funktional sichere Netzüberwachung mit Rückgangs- und Steigerungsschutz für Spannung und Frequenz sowie Inselbetriebserkennung. Zwischen Wechselrichter des dezentralen Energieerzeugers und öffentliches Netz geschaltet, prüft das im NA-Schutz integrierte Spannungs- und Frequenzüberwachungsrelais fortlaufend die Netzqualität. Steigt oder fällt die Spannung oder die Frequenz im öffentlichen Netz unzulässig an, wird das Kleinkraftwerk sofort entkoppelt. Auf diese Weise wird auch ein ungewollter Inselbetrieb sicher verhindert.
Ein externer NA-Schutz kann hingegen nicht den Inselbetrieb detektieren. Dies kann nur der Wechselrichter selber und dem externen NA-Schutz einen Befehl zum Abschalten senden.

## Funktionen
- Kontrolliert die Einspeisung von Energie in das Netz
- Schützt das Netz, wenn nicht eingespeist werden darf
- Schützt die Erzeugungsanlage, wenn das Netz nicht vorgegebenen Werten entspricht
- Steuert die Kuppel-/Leistungsschalter und überwacht diese auf ordnungsgemäße Funktion
- Stabilisiert das Netz, wenn kurze Lastspitzen auftreten (FRT)
- Generiert eine Fehlerliste für spätere Auswertungen
- Zeigt aktuelle Messwerte an[2]

## Funktionale Sicherheit
NA-Schutz-Geräte schützen Wartungspersonal und Netzinfrastruktur und müssen deshalb auch das Kriterium der funktionalen Sicherheit erfüllen. Das bedeutet, dass ein einzelner Fehler im NA-Schutz nicht zum Verlust der Sicherheitsfunktionen führen darf. Im sogenannten Parallelbetrieb sind daher alle Komponenten der Freischaltstelle intern doppelt ausgeführt, jede Spannung wird zweimal gemessen und zur Gewährleistung der fehlerfreien Funktion werden beide Kanäle laufend verglichen. Bei Abweichungen von Standardwerten, trennt der NA-Schutz die Energieerzeugungsanlage vom Netz. Die Kriterien für eine Abschaltung sind Spannungsschwellen, Frequenzschwellen und Änderungsgeschwindigkeiten (RoCoF) der Frequenz.

## Einsatzgebiete
- Solar- & erneuerbare Energie-Erzeugungsanlagen
- Blockheizkraftwerk-Hersteller (Komplettanlagen)
- Kleinwasserkraftwerk-Hersteller (Komplettanlagen)
- Große Schaltanlagenbauer für Energieerzeugungsanlagen

▪ Hersteller/Großhändler von Batteriespeicheranlagen
- Hersteller/Großhändler von Wechselrichtern
- Spezialhersteller von NA-Schutzgeräten (Messung- & Last-Teil)[2]

## Gängige Länderstandards NA-Schutz

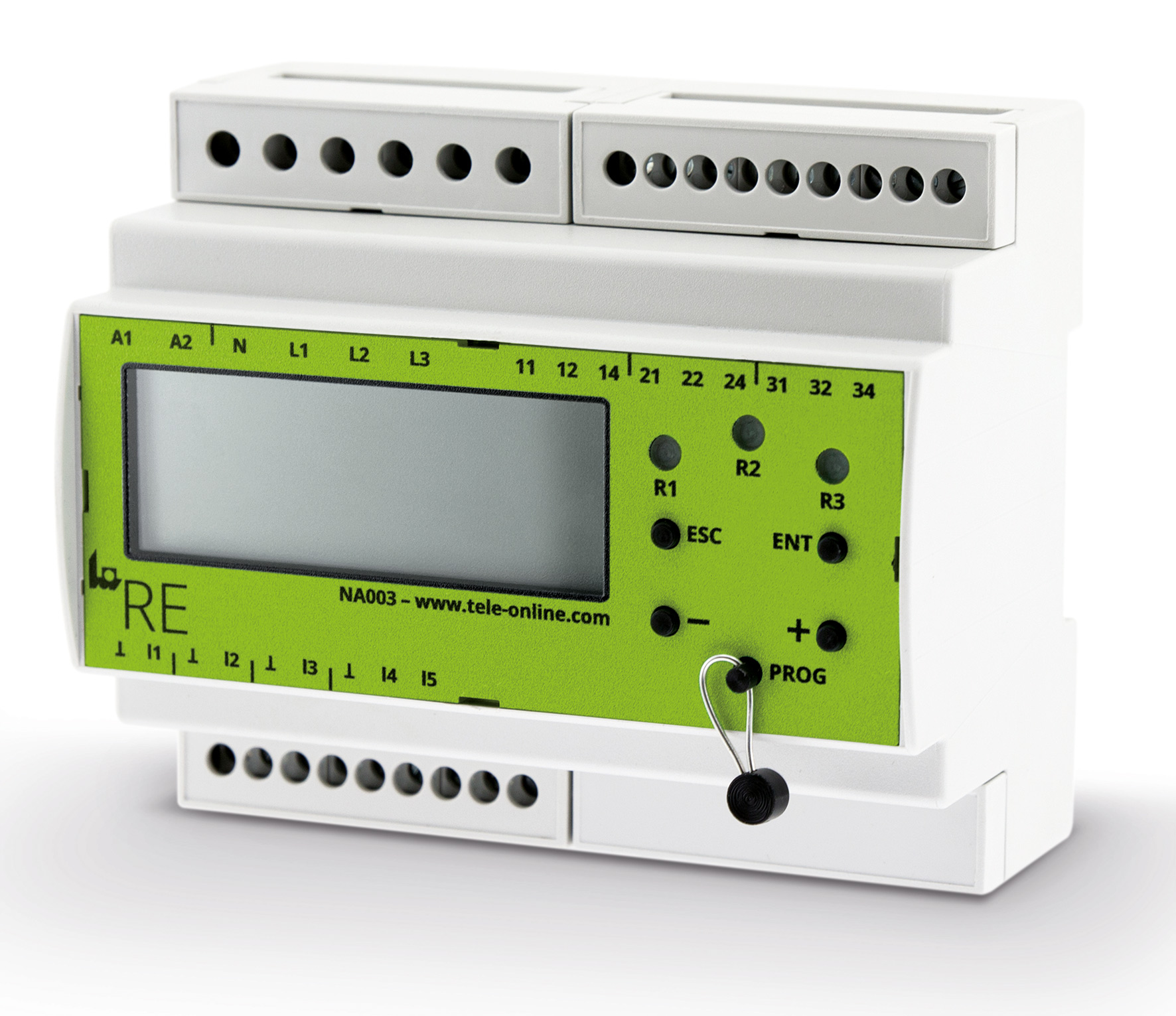
NA-Schutz zur Absicherung von Anlagen für die Erzeugung erneuerbarer Energie

Für einen Einsatz in verschiedenen Ländern muss der NA-Schutz die Anforderungen der jeweiligen nationalen Normen erfüllen. Idealerweise lässt sich das am Gerät durch flexible Parametrierung an verschiedene Normen anpassen.

### Deutschland
- VDE-AR-N 4105: 2018-11 (Pn ≤ 50 kW)
- VDE-AR-N 4105: 2018-11 (Pn > 50 kW)
- VDE-AR-N 4105: 2018-11 (Umrichter)
- VDE-AR-N 4110: 2018-11 TR3-25 (Pn > 50 kW)

### Österreich
- OVE TOR R25 NS SYNC (Niederspannung, synchrone Erzeugungsanlagen)
- OVE TOR R25 NS ASYNC (Niederspannung, asynchrone Erzeugungsanlagen PV)
- OVE TOR R25 MS SYNC (Mittelspannung, synchrone Erzeugungsanlagen)
- OVE TOR R25 MS ASYNC (Mittelspannung, asynchrone Erzeugungsanlagen PV)

### Italien
- CEI 0-21: 2019

### Belgien
- C10-11:2021 LV-IP
- C10-11:2021 HV-IP
- C10-11:2019 LV-ASS
- C10-11:2019 HV-ASS

### Großbritannien
- G99/1/3: 2018 LV
- G99/1/3: 2018 HV
- G98/1/2: 2018

### Schweiz
- NA/EEA – CH2014 NS Type A <1 MW
- NA/EEA-NE7 - CH 2020 NS Type A
- NA/EEA-NE7 - CH 2020 NS Type B

### Frankreich, Griechenland, Türkei
- VDE V 0126-1-1:2013

### Europa
- EN 50438-2013[10]
- EN 50549-1:2020
- EN 50549-2:2020

### Australien / Neuseeland
- AB AS 4777.2:2020
- C AS 4777.2:2020
- NZS 4777.2:2020

### Südafrika
- NRS 097-2-1: 2017